# Dorus Hermsen
Theodorus Antonius Bonifatius (Dorus) Hermsen ('s-Hertogenbosch, 14 mei 1871 – Den Haag, 27 april 1931) was een Nederlandse schilder, graficus en kunsthandelaar.

## Leven en werk
Hermsen maakte als schilder veel kerkelijk werk, vooral muurschilderingen. Hij maakte daarnaast een aantal ontwerpen voor Heilig Hartbeelden die werden uitgevoerd door de Belgische beeldhouwer Aloïs De Beule. Het waren driehoekscomposities, waarbij de centrale Christusfiguur werd geflankeerd door een vrouw met kind aan de ene en een man, met wisselende attributen, aan de andere zijde. Een opmerkelijk exemplaar hierin is het beeld dat hij ontwierp voor het Westeinde Ziekenhuis, waar hij zelf patiënt was geweest. In deze compositie zijn onder anderen een patiënt en verpleegkundige opgenomen. Hermsen was leraar van de kunstschilder Jan Heesters uit Schijndel.

## Werken (selectie)
- 1901-1902 Wandschilderingen in de Sint-Willibrorduskerk in Deurne
- 1910 Tegeltableau van hertog Hendrik I van Brabant voor de Maatschappij van Brandverzekering in 's-Hertogenbosch
- 1923 Heilig Hartbeeld (Den Haag, Westeinde)
- 1925 Heilig Hartbeeld ('s-Hertogenbosch)
- 1927 Heilig Hartbeeld (Dinther)
- 1929 Heilig Hartbeeld (Strijp)
- Fresco's in de Sint-Janskathedraal in 's-Hertogenbosch